# Aelurillus rugatus
Aelurillus rugatus är en spindelart som först beskrevs av Bösenberg, Lenz 1895.  Aelurillus rugatus ingår i släktet Aelurillus och familjen hoppspindlar. Inga underarter finns listade i Catalogue of Life.